# Promecosomina
Promecosomina è un genere di pesci ossei estinto appartenente ai parasemionotiformi. Visse nel Triassico medio (circa 242 - 240 milioni di anni fa) e i suoi resti fossili sono stati ritrovati in Australia. L'unica specie nota è Promecosomina formosa.

## Descrizione
Questo pesce di medie dimensioni poteva raggiungere i 30 centimetri di lunghezza. Era dotato di un corpo compresso lateralmente e relativamente alto. La testa era allungata, con un muso appuntito e l'apertura boccale abbastanza corta. Gli occhi erano piccoli. La pinna dorsale era dotata di una base larga ed era situata oltre la metà del corpo, pressoché opposta alla pinna anale. Quest'ultima, così come le pinne pelviche e le pinne pettorali, era piuttosto stretta. La pinna caudale era fortemente concava posteriormente. Le scaglie erano disposte in file diagonali. Questo pesce si distingueva per la presenza di un mascellare insolitamente lungo, che permetteva un’apertura boccale più ampia rispetto a quella tipica dei generi affini. Presentava inoltre una linea dorsale rettilinea.

## Classificazione
Il genere Promecosomina venne descritto per la prima volta da R. T. Wade nel 1935, sulla base di fossili ritrovati nei giacimenti di Brookvale e di Gosford, nel Nuovo Galles del Sud in Australia. 
Wade assegnò due esemplari provenienti da Brookvale (cava di Beacon Hill) a un nuovo genere e specie, Promecosomina beaconensis, che collocò nella famiglia dei Semionotidae. Successivamente, Wade riesaminò l'esemplare AM F.66968 proveniente da Brookvale (Beacon Hill Quarry) e identificò numerosi caratteri morfologici che non corrispondevano a quelli di un semionotide. Di conseguenza, istituì una nuova famiglia, i Promecosominidae, per includere questa specie, alla quale ascrisse altri esemplari originariamente descritte da Woodward (1908) come tre specie separate, e provenienti dal sito di St Peters Brickpits: Semionotus formosus, Pholidophorus australis e Acentrophorus sp. Wade collocò questa nuova famiglia all’interno degli Holostei. Per la legge di priorità, il nome corretto della specie tipo di Promecosomina è quindi Promecosomina formosa.Attualmente Promecosomina è considerato un membro dell'ordine Parasemionotiformes, in una famiglia a sé stante.

## Paleoecologia
Probabilmente Promecosomina si nutriva di crostacei e altri piccoli animali, ma è possibile che si nutrisse anche di piante acquatiche.